# Каліду Сіссохо
Каліду Сіссохо (фр. Kalidou Cissokho, нар. 28 серпня 1978, Дакар) — сенегальський футболіст, що грав на позиції воротаря.
Виступав за клуби «Жанна д'Арк» та «Баку», а також національну збірну Сенегалу.

## Клубна кар'єра
У дорослому футболі дебютував 1998 року виступами за команду клубу «Жанна д'Арк», в якій провів шість сезонів. 
У 2004 році перейшов до клубу «Баку», за який відіграв 8 сезонів. Завершив професійну кар'єру футболіста виступами за команду «Баку» у 2012 році.

## Виступи за збірну
У 2002 році провів свій єдиний офіційний матч у складі національної збірної Сенегалу.
У складі збірної був учасником чемпіонату світу 2002 року в Японії і Південній Кореї, Кубка африканських націй 2004 року у Тунісі, проте на обох турнірах був резервним голкіпером.